# Полярний
Полярний — закрите місто в Мурманській області Росії, розташоване на березі Катерининської гавані Кольської затоки Баренцевого моря, за 30 км від Мурманська.
Населення: 17,293 (Перепис 2010); 18,552 (Перепис 2002); 27,635 (перепис 1989).
У місті розташована військово-морська база Північного флоту, місто входить до складу і є адміністративним центром закритого адміністративно-територіального утворення Олександрівськ, тобто в'їзд у місто громадян, які не проживають в ньому постійно, допускається тільки за спеціальними перепустками.
5 травня 2008 Указом Президента Російської Федерації Полярному присвоєне почесне звання Російської Федерації «Місто військової слави».

## Історія

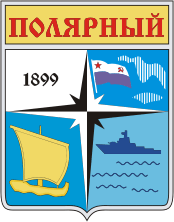
Герб міста Полярний (1990)

## Економіка
Економіка міста представлена такими підприємствами, фірмами та закладами, як:
- АТ «10-й судноремонтий завод». На 10-м СРЗ працює пункт первинної переробки радіоактивних відходів (ППП РАО), призначений для первинної переробки та зберігання твердих радіоактивних відходів, накопичених та утворених на судноремонтних заводах та базах Північного флоту після виведення з експлуатації та утилізації АПЛ;
- портопункт Кисла;
- готель «Чайка»;
- ресторан «Парус».

Банковська система представлена такими банками як «Сбербанк Росії», ВТБ24, «Россельхозбанк», «Східний експрес».
В місті надають такі послуги:
- Пошта Росії (поштові індекси 184650, 184651, 184653),
- ПАТ «Ростелеком»,
- ПАТ «МегаФон»,
- ПАТ «МТС»,
- ПАТ «ВимпелКом»,
- ПАТ Tele2.

## Охорона здоров'я
Медичні заклади:
- філіал 5 ФДКУ «1469 ВМКГ» МО РФ (військово-морський госпіталь)
- міська лікарня (філія МЧС № 5 ФГБУЗ «ЦМСЧ № 120 ФМБА Росії»);
- міське поліклініка;
- дитяча поліклініка;
- жіноча консультація;

## Освіта
В місті дві середні школи та одна гімназія.
Крім цього діє «Дитячо-юнацька спортивна школа імени двічі Героя Радянського Союзу В. Н. Леонова», куди входять: спортивно-оздоровчий комплекс «Каскад» з двума чашами басейна та п'ять залів для ігрових видів спорту, фізкультурно-спортивний комплекс «Канск», лижна база з лижною трасою, гірськолижна база, хокейний клуб «Авангард», футбольний стадіон.
Також діє центр додатковой освіти дітей і дитяча школа мистецтв.
Філіал коледжк Мурманського державного технічного університету.

## Культура

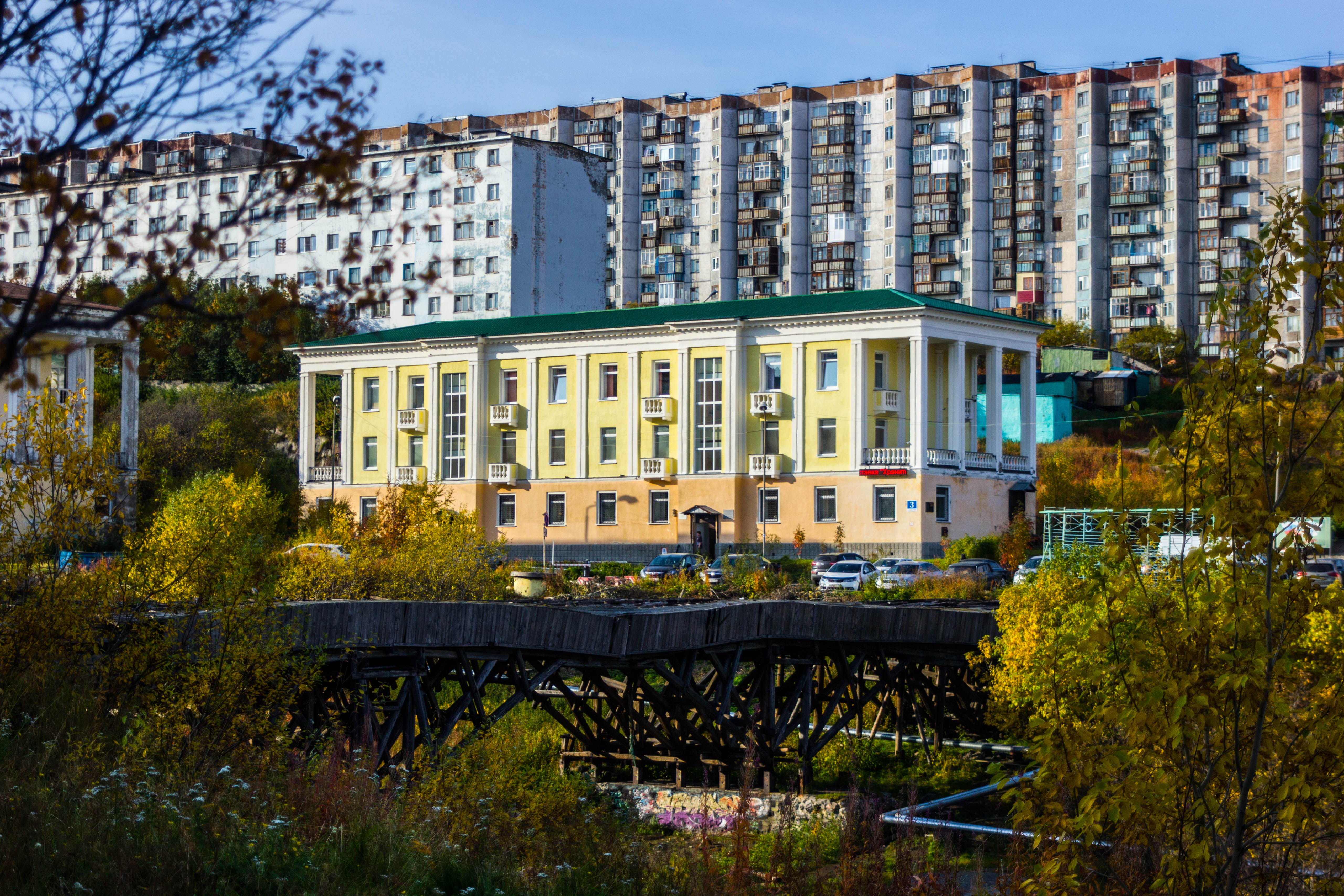
Будівля міського історико-краєзнавчого музею.

Міський історико-краєзнавчий музей розташований на вулиці Моїсеєва в будівлі 1938 року будівництва.
Працюють міський центр культури «Север» (укр. «Північ»), централізована бібліотечна система, яка об'єднує п'ять міських бібліотек.
Дім офіцерів флоту стоїть у напівзруйнованому стані — пропонується створити на його місці торговий центр.

## Засоби масової інформації
Виходила газета «Екатерининская гавань» укр. Єкатеринська гавань.
Телебачення
Телебачення та радіомовлення в м. Полярний запеспечується ефірними та кабельними операторами. Ефірне телевізійне мовлення здійснює філіал РТРС «Мурманський ОРТПЦ». В публічном доступі знаходяться пакети ефірного цифрового телебачення (мультиплекси) РТРС-1 і РТРС-2. Регіональні ГТРК Мурман входять в цифровом пакеті РТРС-1 на каналах Росія-1, Росія-24 и Радіо Росії, регіональні канали ТВ-21+ на каналі ОТР. Телевізійний передавальний центр у місті відсутній, охоплення цифровим ефірним телевізійним мовленням міста забезпечує об'єкт ЦНТВ «Сніжногорськ» на 21 ТВК (РТРС-1) та 31 ТВК (РТРС-2). В окремих районах міста розташованих на пагорбах можливий прийом з об'єктів ЦНТВ «Мурманськ» и «Севєроморськ» (23 и 44 ТВК).
Мовлення в кабельних мережах здійснюють оператори: Ростелеком, ТОВ «Компакт».

## Відомі місця
Полярний був заснований у 1899 році, але старих будівель в місті майже не залишилось. Найстаріша будівля — склади (лабази) на території бази 161-й бригади підводних човен Кольської флотилії різнорідних сил. Вони були побудовані в кінці XIX — початку XX століття.

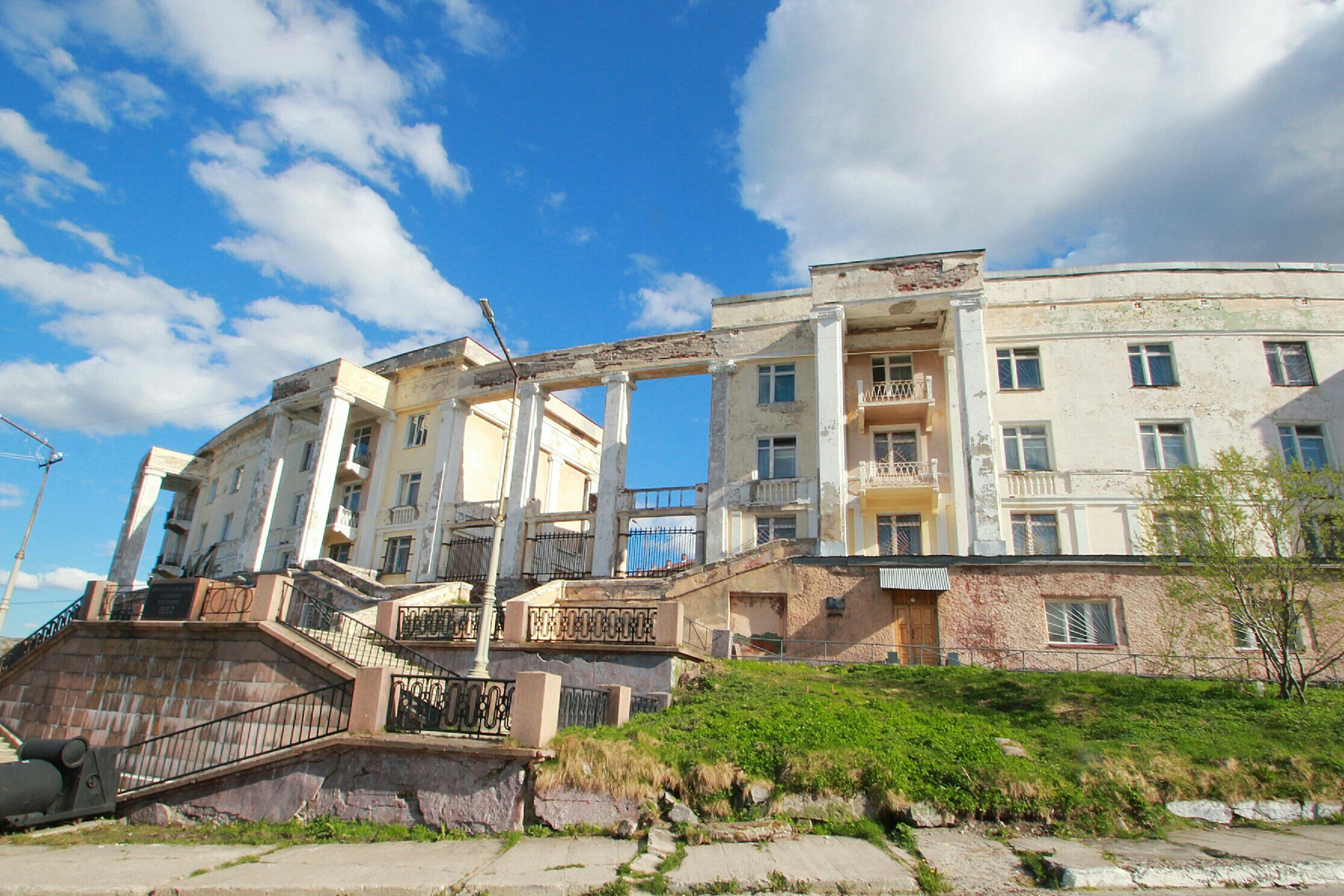
Циркулярний дім.

У 1937 році був побудований Циркульний дім. Його звели, як у Полярному створювалася головна база Північної військової флотилії.
У 1938 році були побудовані ще два кам'яних будинків. В одном з них зараз розташується Міський історико-краєзнавчий музей, який відкрився в 1999 році. Поряд з музеєм розташовується музей військової техніки. Він був відкритий в 2000 році на місці старого Дому офіцерів флоту.
У 1999 році був побудований храм Миколая Чудотворця Російської православной церкви (Севєроморська єпархія).
В місті дуже багато нежилих п'ятиповерхових будівель у півзруйновану стані.

## Уродженці
- Криворучко Ігор Андрійович (нар. 1960) — український хірург, доктор медичних наук, професор, лауреат Державної премії України в галузі науки і техніки.
- Алекс Рувінштейн (нар. 1966) — американський класичний піаніст.
- Балико Діана Володимирівна (нар. 1979) — білоруська письменниця, драматург, поет, прозаїк.